# Кальюбія (губернаторство)
Калью́бія (Ель-Кальюбія, араб. القليوبية) — губернаторство (мухафаза) в Арабській Республіці Єгипет. Адміністративний центр — місто Бенха.
Населення — 4 251 672 осіб (2006).

## Найбільші міста
| №  | Місто                  | Населення, осіб (2006) |
| -- | ---------------------- | ---------------------- |
| 1  | Шубра-ель-Хайма        | 1 025 569              |
| 2  | Ель-Хусус              | 291 242                |
| 3  | Бенха                  | 157 701                |
| 4  | Кальюб                 | 107 303                |
| 5  | Ель-Канатір-ель-Хайрія | 66 350                 |
| 6  | Ель-Ханка (Ель-Убар)   | 59 500                 |
| 7  | Шибін-ель-Канатір      | 55 272                 |
| 8  | Ель-Убар               | 43 600                 |
| 9  | Тух                    | 41 624                 |
| 10 | Каха                   | 26 694                 |
| 11 | Кафр-Шукр              | 23 390                 |